# Ashland (Kentucky)
Ashland ist eine Stadt im Boyd County im US-Bundesstaat Kentucky, am Ufer des Ohio River mit 21.625 Einwohnern (Stand: Volkszählung 2020). Das Stadtgebiet hat eine Größe von 31,6 km².
Ashland ist ein Teil der Metropolitan Statistical Area (MSA) Huntington-Ashland, welche im Jahre 2000 eine Bevölkerung von 288.649 Einwohnern hatte.

## Geschichte
Die erste Siedlung an der Stelle der heutigen Stadt, Poage’s Landing, wurde im Jahr 1786 gegründet. Sie erhielt den gegenwärtigen Namen im Jahr 1854. Sie entwickelte sich im späten 19. Jahrhundert dank der Stahlindustrie, später wurde eine Ölraffinerie gebaut.
Seit 1940 befindet sich das Bundesgefängnis Federal Correctional Institution, Ashland in der Stadt.

## Sehenswürdigkeiten
Das Kinogebäude Paramount Arts Center wurde im Jahr 1931 im Art-Déco-Stil errichtet und wurde bis zum Jahr 1971 für Filmvorführungen genutzt. Das Gebäude wurde in den Jahren 1972 und 2002 renoviert und dient heute als ein Kulturzentrum. Es steht unter Denkmalschutz.

## Söhne und Töchter der Stadt
- Paul Jones Fannin (1907–2002), Politiker
- Allison Anders (* 1954), Film- und Fernsehregisseurin
- Keith Whitley (1955–1989), Countrymusiker
- Gina Cheri Haspel (* 1956), Direktorin der Central Intelligence Agency
- Wynonna Judd (* 1964), Country-Sängerin
- Jillian Hall (* 1980), Wrestlerin
- Neil Timothy (Trace) Cyrus (* 1989), Sänger der Band Metro Station